# Jaume Balagueró

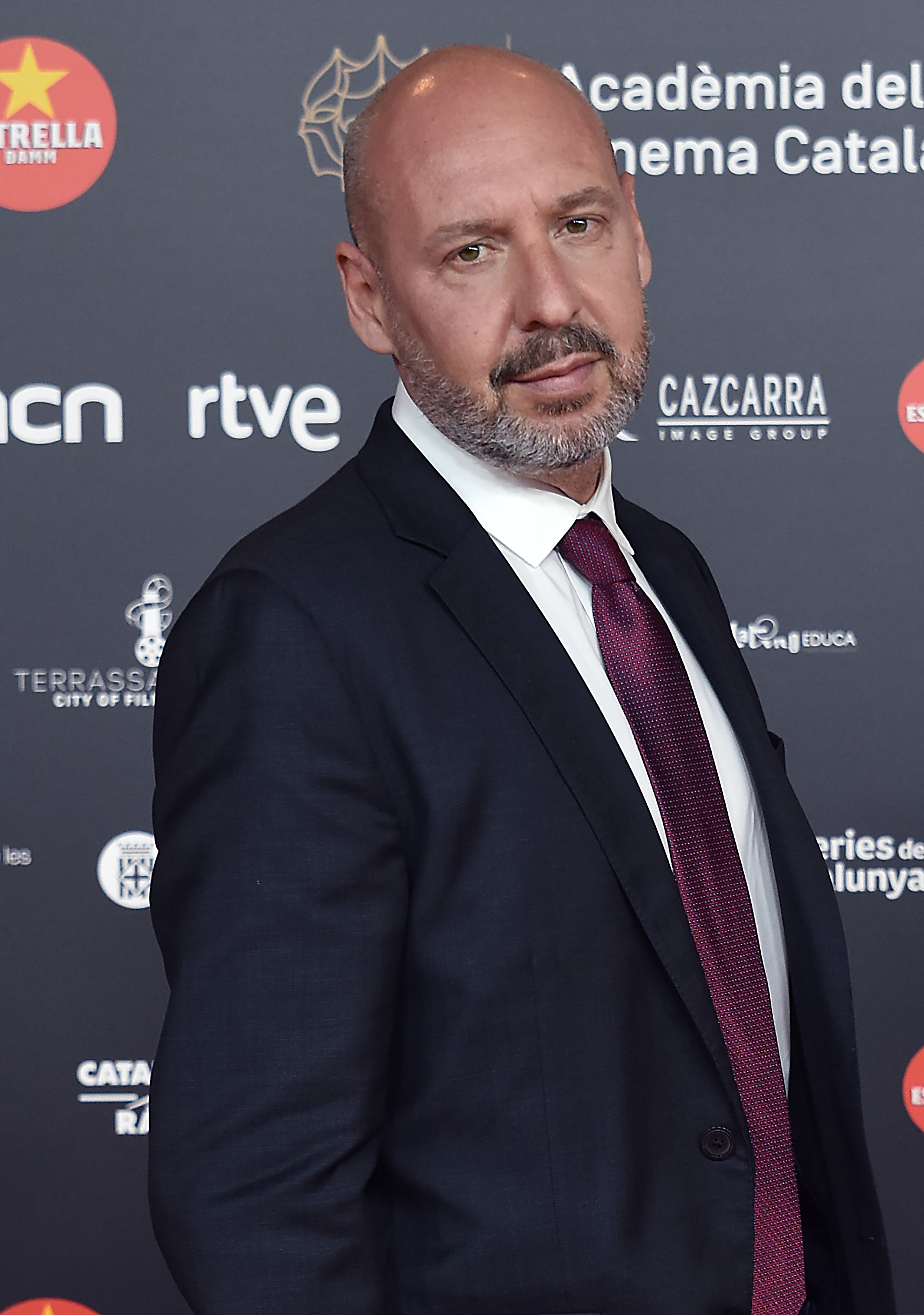
Jaume Balagueró (2021)

Jaume Balagueró (* 2. November 1968 in Lleida) ist ein spanischer Regisseur und Drehbuchautor. Er gilt neben Alejandro Amenábar als bekanntester spanischer Genre-Regisseur und machte sich einen Namen durch Horrorfilme wie Darkness (2002) oder Fragile (2005), bei denen er auf international so bekannte Schauspieler wie Calista Flockhart, Giancarlo Giannini, Lena Olin oder Anna Paquin zurückgreifen konnte.

## Biografie

### Ausbildung und erste Kurzfilme
Jaume Balagueró wurde 1968 im katalanischen Lleida geboren. In jungen Jahren zog er mit seiner Familie nach Barcelona und besuchte später die dortige Autonome Universität. Dort studierte er das Fach Kommunikationswissenschaft. Nach seinem Master-Abschluss ging Balagueró bei dem argentinischen Filmregisseur Héctor Fáver in die Lehre, der ihm die Fotografie und Kameraregie näher brachte. Ab 1992 arbeitete Balagueró als Journalist an mehreren Filmzeitschriften mit. Im selben Jahr fungierte er als Redakteur und Mitherausgeber des Kinomagazins Zineshock, das sich mit Dark Cinema und alternativer Kultur auseinandersetzte. Zwischen 1993 und 1995 moderierte Balagueró das Programm La espuma de los días bei Ràdio L'Hospitalet, wo er sich auch als Filmkritiker einen Namen machte. Die nicht existierende Kurzfilme El niño bubónico (1991), La invención de la leche (1993) und Destrucción de un ojo werden in vielen Verweisen auf seine Filmografie fälschlicherweise als erste Gehversuche als Regisseur aufgeführt.
Ersten Erfolg als Kurzfilm-Regisseur erntete Balagueró 1994 mit dem surrealistischen Werk Alicia, für das er auch das Drehbuch verfasste. In dem achtminütigen Schwarzweißfilm schildert der spanische Filmemacher die brutale Entführung einer jungen Frau. Die Kritiker lobten die eindrucksvolle und gleichzeitig erschreckende Bildsprache und zogen Vergleiche zu David Cronenberg und David Lynch. Das auf 35-mm-Film gedrehte Werk erhielt auf dem katalanischen Filmfestival Sitges den Preis für den besten Kurzfilm. Ein Jahr später inszenierte Balagueró den Kurzfilm Days without Light, der nur in Deutschland und Spanien auf DVD herausgegeben wurde. Days without Light erzählt die Geschichte von einem Jungen, der beide Eltern verliert und von einer seltsamen Pflegefamilie aufgenommen wird. Als sein Adoptivvater durch die Hand der Ehefrau stirbt, ist der Junge gezwungen, von nun an dessen Platz einzunehmen. Der Kurzfilm wurde drei Jahre nach seiner Entstehung auf dem Sweden Fantastic Film Festival mit dem Publikumspreis prämiert. 1996 führte Balagueró die Regie und schrieb das Drehbuch zur zwölften Folge der Serie  Nova Ficció, La Ciutat de la Sort, die bei dem katalanischen Fernsehsender TV3 ausgestrahlt wurde.

### Kinofilme und Fernseharbeit

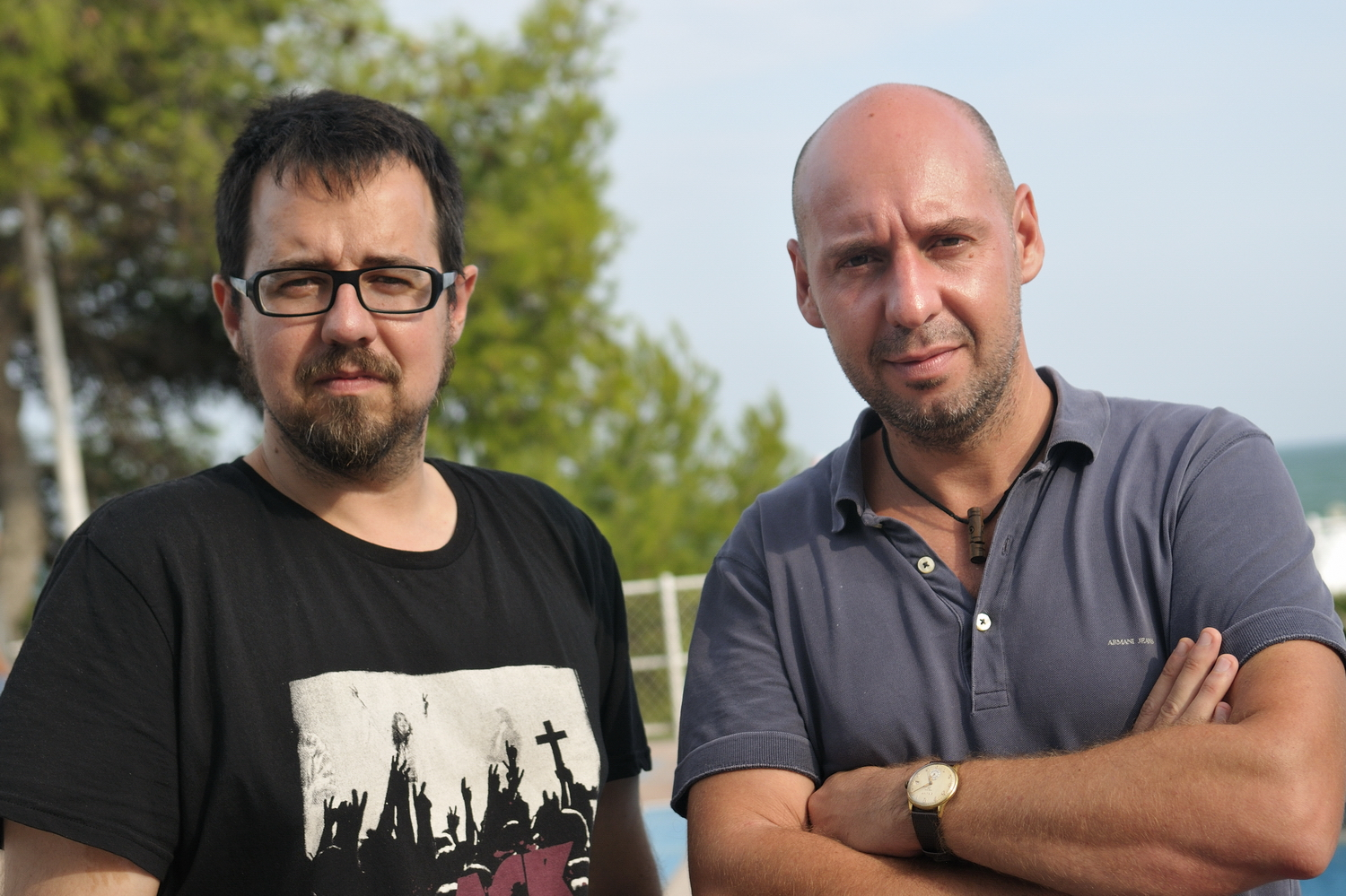
Balagueró (r.) und Paco Plaza bei den Filmfestspielen von Venedig 2009

Vier Jahre nach seinem letzten Kurzfilm, Days without Light, folgte 1999 das Spielfilmdebüt des spanischen Filmemachers. The Nameless basiert auf einem Werk des britischen Horror-Romanautors John Ramsey Campbell, das Balagueró für die Filmleinwand adaptierte und auch mitproduzierte. In dem Thriller, dessen Handlung nach Spanien verlegt wurde, wird die Verlagsmitarbeiterin Claudia (gespielt von Emma Vilarasau) mit dem Tod ihrer Tochter konfrontiert. Jahre später erhält die alleinstehende Frau mysteriöse Anrufe von einem Mädchen, das sich als ihre verstorbene Tochter ausgibt. The Nameless, in weiteren Rollen mit Karra Elejalde und Tristán Ulloa besetzt, stand durch seine düsteren Bilder und seine bedrohliche Atmosphäre, die unter anderem mit alptraumhaften, surrealen Zwischensequenzen verstärkt wurde, in der Gunst der Kritiker. Der Film gewann im Jahr 2000 zahlreiche Auszeichnungen, darunter den Goldenen Raben beim Brussels International Fantastic Film Festival, den Spezialpreis der Jury auf dem Gérardmer Film Festival und den Regiepreis auf dem Sitges Festival.
Im Jahr 2002 führte Jaume Balagueró Regie bei dem 90-minütigen Dokumentarfilm OT: la película, für den er mehrere Wochen lang junge Musiker auf ihrer Tournee begleitete. Die Künstler, darunter David Bisbal, gehörten der erfolgreichen spanischen Castingshow Operación Triunfo an, die für den Eurovision Song Contest 2002 den spanischen Teilnehmer ermittelte. Im selben Jahr folgte mit Darkness Balaguerós zweiter Kinofilm, für den er die internationalen Schauspieler Anna Paquin und Lena Olin verpflichten konnte und von der US-amerikanischen Produktionsfirma Dimension Films unterstützt wurde. In dem Horrorfilm, in englischer Sprache in Spanien gedreht, verließ sich der Regisseur und Drehbuchautor wie schon bei The Nameless auf das Schaffen einer bedrohlichen Atmosphäre, wobei ihm erneut die düsteren Bilder seines Kameramanns Xavi Giménez und der Filmkomponist Carles Cases zur Seite standen. Mit dem Film, der über eine amerikanische Familie handelt, die es in einem einsam gelegenen Haus im spanischen Hinterland mit mysteriösen Ereignissen zu tun bekommt, konnte Balagueró an den Erfolg von The Nameless anknüpfen. Darkness gilt mittlerweile als einer der Kultfilme des Horrorgenres und erhielt Nominierungen für den spanischen Filmpreis Goya, dem Fantasporto Festival und dem Sitges Festival.
2005 lieferte Balagueró das Filmskript zu The Nun, dem verhalten aufgenommenen Spielfilmdebüt von Luis De La Madrid, der als Filmeditor an Balaguerós vorangegangenen zwei Kinofilmen mitgearbeitet hatte. The Nun erzählt die Geschichte von einer dämonischen Nonne, die eine Gruppe von ehemaligen Schülern heimsucht. Darauf folgend entstand Balaguerós dritter Kinofilm, Fragile, den er erneut unter Mitwirkung seines bevorzugten Kameramanns Xavi Giménez inszenierte, jedoch mit einem optimistischeren Ende versah. In dem Horrorfilm sucht der Geist eines Mädchens ein Kinderkrankenhaus heim, das kurz vor der Schließung steht. Fragile, mit Calista Flockhart, Richard Roxburgh und Gemma Jones in den Hauptrollen international besetzt und erneut in englischer Sprache in Spanien gedreht, erhielt 2006 den spanischen Filmpreis Goya für die besten Spezialeffekte. Im selben Jahr ließ Jaume Balagueró im Oktober verkünden, dass er an einer für das Fernsehen geplante Serie von Filmen arbeiten würde, die durch Chicho Ibáñez-Serradors von 1964 bis 1982 ausgestrahlte Fernsehserie Historias para no dormir inspiriert wurde. Unter dem Titel Películas para no dormir wird er gemeinsam unter anderem mit Mateo Gil, Álex de la Iglesia, Francisco Plaza und Enrique Urbizu sechs Fernsehfilme inszenieren, die dem Horrorgenre zugerechnet sind. Balaguerós Beitrag Para entrar a vivir wurde im Jahr 2006 fertiggestellt. Er erzählt die Geschichte einer Hochzeit, bei der die schwangere Braut (gespielt von Ruth Díaz) während eines Unwetters Schutz in einem Haus in der Nähe ihrer Immobilienmaklerin findet.
2007 legte Balagueró mit REC seinen vierten Spielfilm vor, den er gemeinsam mit dem ebenfalls im Horror-Genre tätigen Regisseur und Drehbuchautor Paco Plaza im Stile einer Nachrichtenreportage realisierte. Anknüpfend an Werke des bekannten Filmemachers George A. Romero begleitet die spanische Filmproduktion das Fernsehteam eines Nachtmagazins, dass während eines vermeintlichen Routineeinsatzes der Feuerwehr in einem Altstadthaus auf die entstellten Opfer einer apokalyptischen Seuche trifft. Vom deutschen film-dienst als „effektvoll inszenierter Film“ gelobt, der sich unterschiedlicher Horrorfilm-Subgenres und rasanter Stimmungswechsel bedient, hatte das Regisseur-Duo auf weitestgehend unbekannte Darsteller und Improvisation vertraut. Der Erfolg von REC, der auf diversen Festivals preisgekrönt wurde, zog ein Jahr später das Hollywood-Remake Quarantäne (2008) von John Erick Dowdle nach sich, in dem Jennifer Carpenter die Rolle der ums Überleben kämpfenden Nachrichtenreporterin Angela Vidal übernahm. 2009 stellten Balagueró und Plaza auf den 66. Filmfestspielen von Venedig eine Fortsetzung, REC 2, vor.
Balagueró zieht es wie der japanische Regisseur Hideo Nakata vor, seine Horrorfilme um weibliche Protagonisten aufzubauen, da er sie als komplexer und interessanter, sowie mysteriöser als männliche Hauptfiguren empfindet. Der Filmemacher, der 1996 auch als Schauspieler in einer Nebenrolle in David Alcaldes Kurzfilm Dr. Curry agierte, lebt in Barcelona. 2014 steuerte er zu REC 4: Apocalypse das Drehbuch bei und übernahm die Regie des Filmes. Die Hauptrolle übernahm wie im Teil 1, sowie 3 ebenfalls Manuela Velasco, die zum dritten Mal die Reporterin Ángela Vidal verkörperte.

## Filmografie (Auswahl)

### Regisseur
- 1994: Alicia (Kurzfilm)
- 1995: Days without Light (Días sin luz) (Kurzfilm)
- 1999: The Nameless (Los sin nombre)
- 2002: OT: la película
- 2002: Darkness
- 2005: Fragile
- 2006: Películas para no dormir: Para entrar a vivir (TV)
- 2007: REC
- 2009: REC 2
- 2011: Sleep Tight (Mientras duermes)
- 2014: REC 4: Apocalypse
- 2017: Muse – Worte können tödlich sein (Muse)
- 2021: Crime Game (Way Down)

### Drehbuchautor
- 1994: Alicia (Kurzfilm)
- 1995: Days without Light (Días sin luz) (Kurzfilm)
- 1999: The Nameless (Los sin nombre)
- 2002: Darkness
- 2005: The Nun (La Monja)
- 2005: Fragile
- 2006: Películas para no dormir: Para entrar a vivir (TV)
- 2009: REC 2
- 2014: REC 4: Apocalypse

### Produzent
- 1999: The Nameless (Los sin nombre)

## Auszeichnungen
Amsterdam Fantastic Film Festival
- 2008: Silver Scream Award für REC

Brussels International Fantastic Film Festival
- 2000: Goldener Rabe in der Kategorie Bester Film für The Nameless

Butaca Awards
- 2000: nominiert in der Kategorie Bester katalanischer Film für The Nameless

Europäischer Filmpreis
- 2008: nominiert für den Publikumspreis für REC

Fant-Asia Film Festival
- 2000: Bester internationaler Film für The Nameless
- 2008: 2. Platz in den Kategorien Bester europäischer, nord- und südamerikanischer Film und Fantasia Ground-Breaker Award für REC

Fantafestival
- 2000: Bester Film für The Nameless

Fantasporto
- 2000: Beste Regie und Kritikerpreis, nominiert in der Kategorie Bester Film für The Nameless
- 2003: nominiert in der Kategorie Bester Film für Darkness
- 2008: Bester Film und Publikumspreis für REC

Gérardmer Film Festival
- 2000: Ciné-Live Award, Großer Preis der Jugend-Jury, Internationaler Kritikerpreis und Spezialpreis der Jury für The Nameless
- 2008: Spezialpreis der Jury, Publikumspreis und Großer Preis der Jugendjury für REC

Puchon International Fantastic Film Festival
- 2000: Spezialpreis der Jury für The Nameless

Sitges Festival Internacional de Cinema Fantàstic de Catalunya
- 1994: Bester Kurzfilm für Alicia
- 2000: Großer Preis des Europäischen Fantasyfilms in Gold und Silber, nominiert in der Kategorie Bester Film für The Nameless
- 2002: nominiert in der Kategorie Bester Film für Darkness
- 2007: Beste Regie, Publikumspreis, José-Luis-Guarner-Kritikpreis und Großer Preis des europäischen Fantasyfilms in Silber für REC

Sweden Fantastic Film Festival
- 1998: Publikumspreis für den Besten Kurzfilm für Days without Light

Turia Awards
- 2008: Spezialpreis für REC